# Милфорд Хейвън
Мѝлфорд Хѐйвън (на английски: Milford Haven; на уелски: Aberdaugleddau, Абердайглѐдай) е град в Югозападен Уелс, графство Пембрукшър. Разположен е около десния бряг на устието на река Кледай в Ирландско море на около 160 km на северозапад от столицата Кардиф. На около 10 km на север от Милфорд Хейвън се намира главният административен център на графството Хавърфордуест. На около 8 km на изток по крайбрежието на устието на река Кледай е град Нийланд. Основан е през 18 век. Има пристанище и жп гара. Морски курорт. Милфорд Хейвън е най-големият град в графство Пембрукшър. Населението му е около 14 000 жители според данни от преброяването през 2001 г.

## Побратимени градове
- Ромии сюр Сен, Франция
- Уман, Украйна